# Баирига
Баирига (кит. 白日嘎, пиньинь Bái Rì Gä), или Руони (кит. 若尼峰, пиньинь Ruò Ní Fēng), ранее — Чоембо — гора в Тибетском автономном районе Китайской Народной Республики, самая высокая вершина хребта Кангри-Карпо, часть горной системы Гималаи.
Абсолютная высота — 6882 метра, относительная высота — 2444 метра. В 163,52 километрах на северо-запад находится гора Санглунг.
Данный район был исследован лишь в недавнее время, поэтому вершина горы так и не была покорена. В октябре 2003 года японская экспедиция предприняла попытку подняться на вершину горы, однако не смогла этого сделать из-за плохих погодных условий.
Однако, гора имеет 47 пиков, один из которых, Лопчин, высотой 6805 метров, был покорён японско-китайской экспедицией, сформированной из студентов Китайского университета наук о земле (город Ухань, провинция Хубэй, Китай) и Университета Кобе (город Кобе, префектура Хиого, Япония). 5 ноября пик покорили китайские студенты, а 7-го — японские.